# Maurice Capovilla
Maurice Capovila (Valinhos, 16 de enero de 1936–Río de Janeiro, 29 de mayo de 2021) fue un director de cine, actor y guionista brasileño. Dirigió ocho largometrajes entre 1968 y 2003. Su película de 1970 O Profeta da Fome fue exhibida en la vigésima edición del Festival Internacional de Cine de Berlín.
Falleció en Río de Janeiro el 29 de mayo de 2021, a los ochenta y cinco años. Sufría de enfermedad de Alzheimer desde 2016.

## Filmografía

### Como director
- Brasil Verdade (1968)
- Bebel, Garota Propaganda (1968)
- O Profeta da Fome (1970)
- Noites de Iemanjá (1971)
- Vozes do Medo (1972)
- A Noite do Espantalho (1974)
- O Jogo da Vida (1977)
- O Boi Misterioso e o Vaqueiro Menino (1980)
- Harmada (2003)

### Como actor
- O Bandido da Luz Vermelha (1968)
- O Ritual dos Sádicos (1970)
- Audácia (1970)